# Kim Yi-yong
Kim Yi-yong (* 20. September 1973 in der Provinz Gangwon-do) ist ein südkoreanischer Marathonläufer.
1994 wurde er Achter beim Dong-A-Marathon, 1995 Siebter. 1996 qualifizierte er sich beim selben Rennen als Fünfter für die Olympischen Spiele in Atlanta, bei denen er Zwölfter wurde.
1997 folgte einem siebten Platz beim Dong-A-Marathon ein zweiter beim Chuncheon-Marathon. 1998 siegte er beim Dong-A-Marathon, 1999 wurde er mit seiner persönlichen Bestzeit von 2:07:49 h Vierter beim Rotterdam-Marathon, und 2000 wurde er Neunter beim Chicago-Marathon.
Im Jahr darauf qualifizierte er sich als Sechster beim Dong-A-Marathon (nunmehr Seoul International Marathon) für die Weltmeisterschaften 2001 in Edmonton, bei denen er auf den 54. Platz kam. 2002 wurde er Achter beim JoongAng Seoul Marathon.
Bei den Weltmeisterschaften 2003 in Paris/Saint-Denis erreichte er nicht das Ziel. Nachdem er 2003 beim JoongAng Seoul Marathon Fünfter und 2004 Sechster geworden war, siegte er 2005 beim Jeonju-Gunsan-Marathon, musste aber bei den Weltmeisterschaften in Helsinki erneut aufgeben. 2006 wurde er Fünfter bei den Tokyo International Men’s Marathon, verteidigte seinen Titel in Jeonju und siegte bei den Nationalspielen.
2008 wurde er nach einem siebten Platz beim Seoul International Marathon für die Olympischen Spiele in Peking nominiert, bei denen er auf Rang 50 einlief. 2010 kam er beim Daegu-Marathon auf den 15. Platz.